# Sturkö
Sturkö ( PRONÚNCIA) é a maior ilha da província histórica de Blekinge. Está situada no mar Báltico, na proximidade da cidade de Karlskrona.
Tem uma área de 20,31 km2 e uma população de 1 300 habitantes.
Pertence à comuna de Karlskrona.
Hoje em dia, a ilha está ligada por uma ponte à ilha de Senoren, e esta por sua vez à terra firme, levando cerca de 25 minutos a chegar lá de automóvel. 
Para quem vai de barco, há dois pequenos portos de recreio: Sanda e Ekenabben. 

## Localidades da ilha
- Sturkö
- Uttorp
- Sanda
- Kullen

## Economia
A economia da ilha está baseada na pesca, na agricultura e nos serviços. 